# Der Zauberberg (1982)
Der Zauberberg ist eine Literaturverfilmung aus dem Jahr 1982 des gleichnamigen Romans von Thomas Mann. Regie führte Hans W. Geißendörfer. Die deutsch-französisch-italienische Koproduktion des Münchner Filmproduzenten Franz Seitz weist eine Länge von 2½ Stunden in der Kino- sowie mehr als das Doppelte in der dreiteiligen Fernsehfassung auf.

## Handlung
Die Handlung folgt im Wesentlichen der des Romans. Hans Castorp, ein junger Hamburger Patriziersohn, der sich vom soeben absolvierten Ingenieursdiplom erholen will, besucht 1907 seinen tuberkulosekranken Vetter in einem noblen Sanatorium in dem schweizerischen Bergort Davos. Dort verliert sich der junge Mann zunehmend in der morbiden Welt der Patientengesellschaft und verliebt sich in die Russin Clawdia Chauchat. Er genießt das süße, dekadente Krankenleben in der Isolation von den dramatischen Veränderungen im Flachland, lernt vom Freimaurer Ludovico Settembrini und dem Jesuiten Naphta und verliert immer mehr seine Form, seine Haltung.
So bleibt er schließlich, obwohl er nicht krank ist, sieben Jahre lang in der Isolation des mysteriösen Ortes, bis ihn und die ganze Zauberbergsgesellschaft der Ausbruch des großen Krieges jäh in die Realität zurückreißt.

## Kritik
„Aufwendige Literaturverfilmung von unterschiedlicher Qualität, die die großen Themenverschachtelungen des Lebensbuches von Thomas Mann zugunsten vordergründiger Betriebsamkeit verwischt. Von der Studie europäischer Seelenverfassungen und der geistigen Problematik im ersten Viertel des 20. Jahrhunderts bleiben jedoch nur Spuren übrig. Bemerkenswert vor allem auf Grund glänzender Schauspielerleistungen und wegen des hohen handwerklichen Niveaus.“

Die Deutsche Film- und Medienbewertung FBW in Wiesbaden verlieh dem Film das Prädikat wertvoll.

## Hintergrund
Kinostarts:
- am 25. Februar 1982 in Deutschland
- am 25. August 1982 in Italien
- am 10. August 1983 in Frankreich

Deutsche Erstausstrahlung der dreiteiligen Fernsehfassung:
- am 15. April 1984 im ZDF

Das 1882 erbaute Hotel, das Hauptschauplatz des Films war, liegt in Leysin, im Schweizer Kanton Waadt, oberhalb des Genfersees. Es wurde 1991–2008 renoviert und dient seitdem als Internat (Leysin American School).